# Vernon Dalhart
Vernon Dalhart, pseudonimo di Marion Try Slaughter (Jefferson, 6 aprile 1883 – Bridgeport, 14 settembre 1948), è stato un cantautore statunitense conosciuto per essere stato tra i primi cantanti ad aver avuto successo con la musica country.

## Biografia
Nato in Texas, prese il suo nome d'arte da due cittadine dello Stato Vernon e Dalhart, tra le quali portava il bestiame. A soli dieci anni rimase orfano di padre, ucciso da un fratellastro. Dopo poco dovette trasferirsi a Dallas dove impartì lezioni di canto al Conservatorio locale. A quel tempo sapeva già suonare l'armonica.
Dopo il matrimonio, dal quale ebbe due figli, si trasferì a New York. Qui trovò lavoro come pianista e recitò in alcune opere teatrali.
Lesse poi un annuncio e dopo esser stato personalmente visto da Thomas Alva Edison fu scritturato dalla Edison Records. Tra il 1916 ed il 1923 pubblicò circa 400 dischi di vario genere sotto diversi pseudonimi.
Nel 1924 pubblicò la propria versione in versione country della classica ballata The Wreck of the Old 97 che raccontava del deragliamento del treno No. 97 accaduto nel 1903 in Virginia. La canzone divenne una hit. Venne stampata come singolo dalla Victor Records con il lato B, il brano The Prisoner's Song scritto dal cugino di Vernon, ed ottenne un clamoroso successo commerciale vendendo oltre sette milioni di copie, uno dei più notevoli successi dell'inizio secolo. Rimase al primo posto per dodici settimane tra il 1925 ed il 1926. The Prisoner's Song ricevette il Grammy Hall of Fame Award e venne inserita dalla RIAA tra le canzoni del secolo.
Continuò a incidere dischi senza però bissarne il successo.
Alcuni puristi della musica country hanno sempre visto Dalhart con sospetto considerandolo più vicino al pop che al country, tuttavia egli è stato introdotto sia nella Nashville Songwriters Hall of Fame (1970) sia nella Country Music Hall of Fame (1981).